# Estación Viñedo
Estación Viñedo är en ort i Mexiko.   Den ligger i kommunen Gómez Palacio och delstaten Durango, i den centrala delen av landet, 800 km nordväst om huvudstaden Mexico City. Estación Viñedo ligger 1 120 meter över havet och antalet invånare är 838.
Terrängen runt Estación Viñedo är mycket platt. Runt Estación Viñedo är det tätbefolkat, med 411 invånare per kvadratkilometer. Närmaste större samhälle är Torreón, 13,2 km söder om Estación Viñedo. Trakten runt Estación Viñedo består till största delen av jordbruksmark.